# لی شی وو (بازیگر، زاده ۱۹۹۹)
لی شی وو (کره‌ای: 이시우؛ زادهٔ ۱۹ دسامبر ۱۹۹۹) بازیگر اهل کره جنوبی است. او بیشتر به خاطر ایفای نقش در سلام خداحافظ مامان! شناخته می‌شود.

## فیلم‌شناسی

### مجموعه تلویزیونی
| سال  | عنوان                       | نقش           | توضیحات       | منابع  |
| ---- | --------------------------- | ------------- | ------------- | ------ |
| ۲۰۲۰ | سلام خداحافظ مامان!         | جانگ پیل سونگ |               | [ ۷ ]  |
| ۲۰۲۰ | دو دو سل سل لا لا سل        | کیم جی هون    |               | [ ۸ ]  |
| ۲۰۲۱ | نقشه من اینه                | جون شیک       |               | [ ۹ ]  |
| ۲۰۲۲ | درام ویژه – لکه             | جانگ یون جون  | درام تک قسمتی | [ ۱۰ ] |
| ۲۰۲۳ | ماه رنگ‌پریده                | یون مین جه    |               | [ ۱۱ ] |
| ۲۰۲۳ | توی نوزدهمین زندگیم می‌بینمت | ها دو جین     |               | [ ۱۲ ] |
| ۲۰۲۴ | خانواده عالی                | جی هیون وو    |               | [ ۱۳ ] |
| ۲۰۲۴ | عاشق دشمنت باش              | گونگ مون سو   |               | [ ۱۴ ] |

### مجموعه اینترنتی
| سال       | عنوان             | نقش                | منابع  |
| --------- | ----------------- | ------------------ | ------ |
| ۲۰۱۷–۲۰۱۸ | انتقام شیرین      | دوست‌پسر سابق گو هه | [ ۱۵ ] |
| ۲۰۲۳      | روزی روزگاری بچگی | جونگ گیونگ ته      | [ ۱۶ ] |